# Marie Churanová
Marie Churanová (* 24. května 1928) byla česká a československá politička Komunistické strany Československa a poslankyně Sněmovny národů Federálního shromáždění za normalizace.

## Biografie
K roku 1971 se profesně uvádí jako skladnice v JZD. Ve volbách roku 1971 zasedla do české části Sněmovny národů (volební obvod č. 21 - Český Krumlov, Jihočeský kraj). Ve FS setrvala do konce funkčního období, tedy do voleb roku 1976.